# Dentlein am Forst
Dentlein am Forst est une commune (Markt) allemande de Bavière, située dans l'arrondissement d'Ansbach et le district de Moyenne-Franconie.

## Géographie
Dentlein am Forst, agrémentée de très nombreux étangs et lacs, est située à 8 km au sud-est de la ville de Feuchtwangen et à 30 km au sud-ouest d'Ansbach.
Communes limitrophes (en commençant par le nord et dans le sens des aiguilles d'une montre) : Feuchtwangen, Dürrwangen, Langfurth, Burk et Wieseth.
La commune est composée de 12 quartiers et forme avec les communes de Burk et Wieseth la communauté administrative de Dentlein am Forst qui comptait 5 145 habitants en 2005 pour une superficie de 52,76 km2.

Situation de Dentlein am Forst dans l'arrondissement d'Ansbach

## Histoire
La première mention écrite de la ville date de 1397 sous le nom de Tennlin. La Guerre de Trente Ans laisse l'endroit détruit et dépeuplé. Il est repeuplé par des paysans autrichiens protestants chassés de Basse-Autriche.
Dentlein, qui faisait partie de la principauté d'Ansbach, est devenue bavaroise en 1806 et a été intégrée à l'arrondissement de Feuchtwangen jusqu'à la disparition de ce dernier.

## Démographie
| 1910  | 1933  | 1939  | 2003  | 2009  |
| ----- | ----- | ----- | ----- | ----- |
| 1 204 | 1 450 | 1 486 | 2 500 | 2 393 |